# أولفا أرجوانية
أولفا أرجوانية (الاسم العلمي:Ulva purpurascens) هي نوع من الطحالب خضراء يتبع جنس الأولفا من الفصيلة الأولفاوية.